# Rutènes
Pour l’article ayant un titre homophone, voir Ruthènes.
Les Rutènes (en latin : Ruteni) sont un peuple de la Gaule celtique du sud du Massif central. Leur territoire s'étendait sensiblement sur les actuels départements du Tarn et de l'Aveyron, délimité par le plateau de l'Aubrac au nord et les confins de la montagne Noire au sud. Les Rutènes ont donné leur nom à la ville de Rodez.

## Un peuple celte au sud du Massif central

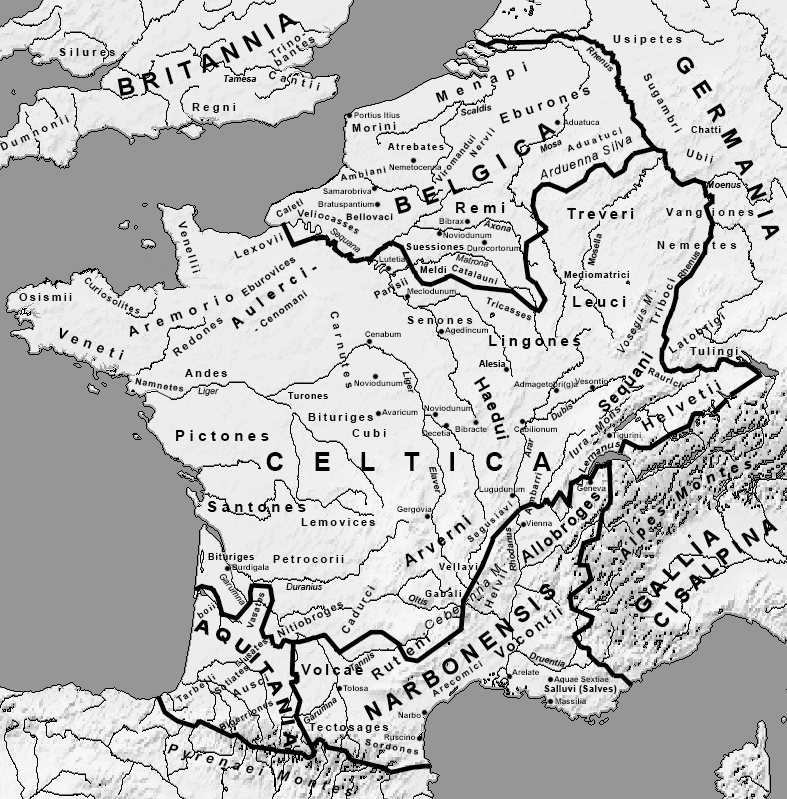
Carte des peuples gaulois
(cliquer pour agrandir)

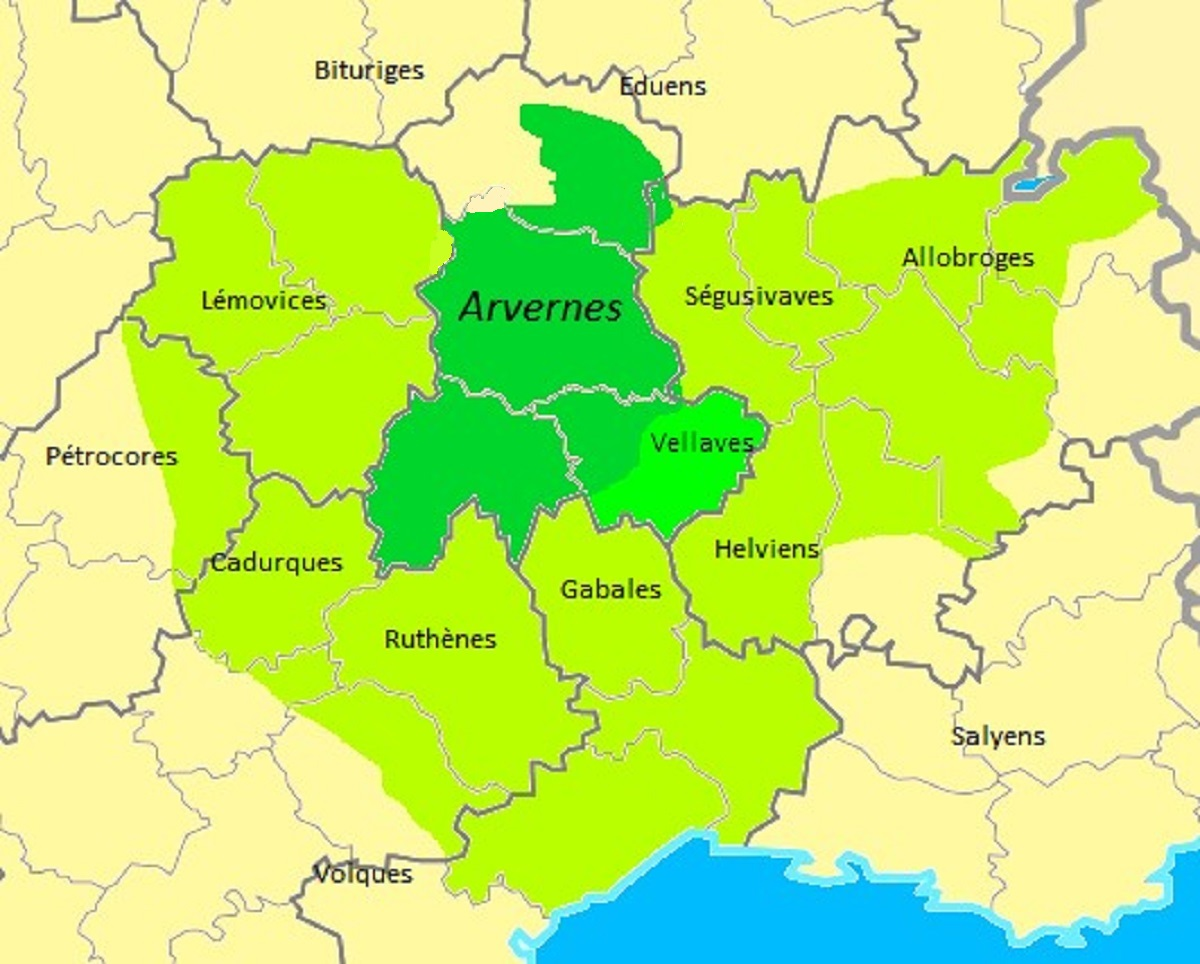
Carte de la région

L'origine des Rutènes est mal connue, peut-être viennent-ils du sud de l'Allemagne. Des continuités importantes s'observent sur leur territoire depuis au moins le premier âge du fer (VIe siècle av. J.-C.).
Leur territoire unissait les basses terres de l'Albigeois aux hautes terres du Rouergue. Il englobait les massifs, les plateaux et les plaines qu'échancrent profondément le Lot, l'Aveyron et le Tarn. La définition précise des limites de ce territoire est cependant discutée, compliquée par la division entre Rutènes libres et Rutènes provinciaux après la conquête romaine de 125-121 av. J.-C.. Au milieu du Ier siècle av. J.-C. ce peuple était sous l'autorité de rois ou de chefs qui faisaient figurer leur nom sur les monnaies de bronze : Attalos et Tatinos.

## Étymologie
En extrapolant le poète Lucain, on comprend souvent leur nom comme voulant dire « les Conquérants », mais selon Jean-Marie Pailler il pourrait se rapporter à la présence chez eux de nombreuses rivières. Une étude récente par J. Lacroix apporte une piste étymologique plus vraisemblable. Il propose de reconnaître dans Ru-ten-i, le préfixe celtique rŏ- (< *prŏ-, « en avant », « devant »), exprimant un haut degré (« très », « grand »). L’élément central -ten- avec le thème celtique *tēno-, « chaleur », « feu » (< *tepno-, issu d’une racine indo-européenne *tep-, « chauffer ») ; il propose de traduire le nom de Rutènes par « les Très Ardents [guerriers] ».

## Histoire

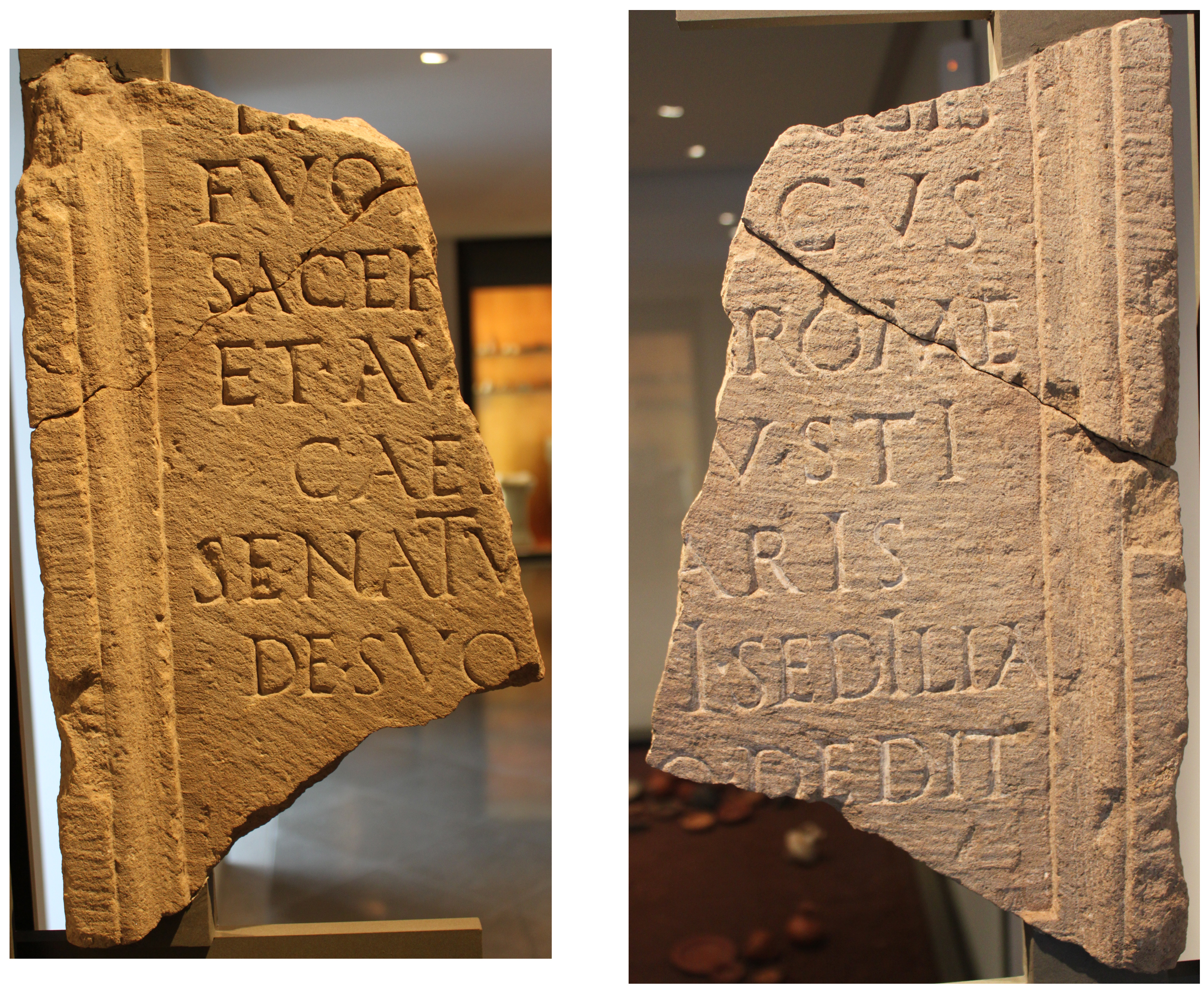
Inscription latine trouvée à Rodez commémorant le don de siège pour le sénat local par un prêtre du culte impérial (époque augustéenne)

Ils sont mentionnés pour la première fois par Cicéron en 69 av. J.-C., mais on sait par Strabon qu'auparavant ils se trouvaient dans la clientèle des Arvernes.
Avec les Arvernes et leurs alliés Allobroges, ils sont vaincus par Quintus Fabius Maximus à la bataille que l'on situe au nord de Valence (Sept-Chemins) en 121 av. J.-C. Les Arvernes, et une partie des Rutènes conservent néanmoins leur indépendance. Dans son récit de la guerre des Gaules, César les cite plusieurs fois. Lors du grand soulèvement de 52 av. J.-C., Vercingétorix envoie chez les Rutènes le cadurque Lucterius pour les rallier à sa cause. Ceux-ci constituent dès lors avec les Arvernes, Gabales, Cadurques et Nitiobroges une menace pour la Province.
Les Rutènes apparaissent comme un peuple indépendant. Contrairement à leurs voisins, Cadurques, Gabales et Vellaves, ils semblent n'être plus alors clients des Arvernes. Ils envoient 12 000 hommes pour dégager Alésia. Après sa victoire, César dut installer chez eux une légion commandée par le légat Caius Caninius Rebilus. Lucain évoque dans la Pharsale la longue occupation que subirent les « blonds Rutènes ». D'autres auteurs classiques mentionnent les Rutènes : Pline l'Ancien, Strabon, Ptolémée (lequel cite leur chef-lieu, Segdunon, latinisé en Segodunum).
Le territoire rutène a livré une importante contribution à l'épigraphie celtique : les graffites gallo-latins de la Graufesenque, les plombs de Mas-Marcou et de L'Hospitalet-du-Larzac. L'épigraphie latine y est relativement réduite, elle témoigne d'une pratique précoce du culte impérial - dès l'époque d'Auguste - et d'une romanisation rapide des institutions et du cadre urbain de la cité.

### Premier choc avec Rome
En 121 av. J.-C., devant l'intrusion romaine en Gaule, les Allobroges appellent à l'aide le roi des Arvernes Bituitos. Parmi ses clients, les Rutènes participent à la bataille d'août au confluent du Rhône et de l'Isère. Malgré une supposée supériorité numérique, les Gaulois sont écrasés par les légions de Q. Fabius Maximus et Gn. Domitius Ahénobarbus. Cette défaite marque territorialement le peuple rutène puisqu'elle crée une scission entre Rutènes « libres » et Rutènes « provinciaux », qui sont intégrés à la Narbonnaise. La frontière entre les 2 provinces n'a pas bougé depuis et est aujourd'hui encore la frontière entre les départements du Tarn et de l'Aveyron.

### Les Rutènes provinciaux

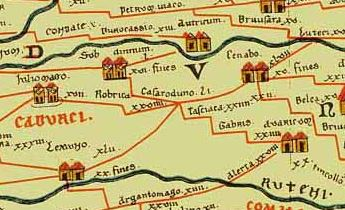
Les Rutènes, au sud-est de la carte, sur la Table de Peutinger (copie du XVIe s. d'un original du IVe).

Explicitement opposés aux Ruteni, les Ruteni Provinciales sont mentionnés une seule fois par César qui, pour contrer la menace de Lucterius, place des garnisons in Rutenis Provincialibus. Alexandre Albenque situe la division du territoire rutène entre 120 et 59 av. J.-C. sur un territoire correspondant à celui du diocèse d'Albi. Selon André Soutou la zone d'installation des Ruteni Provinciales se trouverait au sud du Tarn (rivière).
Les Rutènes font partie des peuples gaulois placés sous l'autorité de M. Fonteius, lieutenant de Pompée, probablement de 74 à 72. Les troupes de Pompée hivernent en Gaule narbonnaise pendant la guerre de Sertorius. En 69, les Rutènes, aux côtés des Allobroges, des Voconces et peut-être d'autres civitates, déposent une plainte à Rome contre leur gouverneur accusé de concussion et d'abus de pouvoir. Cet épisode est connu par le discours de Cicéron, Pro Fonteio, prononcé pour la défense de celui-ci. L'orateur résume alors la situation de ces peuples :
« Quant aux autres que des guerres considérables et répétées avaient mis pour toujours dans l’obéissance du peuple romain, il en a exigé une nombreuse cavalerie pour les guerres que le peuple romain menait alors dans l’univers entier, de grosses sommes d’argent pour la solde de ces troupes, une grande quantité de blé pour soutenir la guerre d’Espagne. »
Indépendamment des hypothèses de datations ou de localisations, il semble à l'heure actuelle acquis que le territoire rutène ait été réunifié après la conquête de César, puis incorporé à l'Aquitaine par Auguste.[réf. nécessaire]

### L'occupation du sol

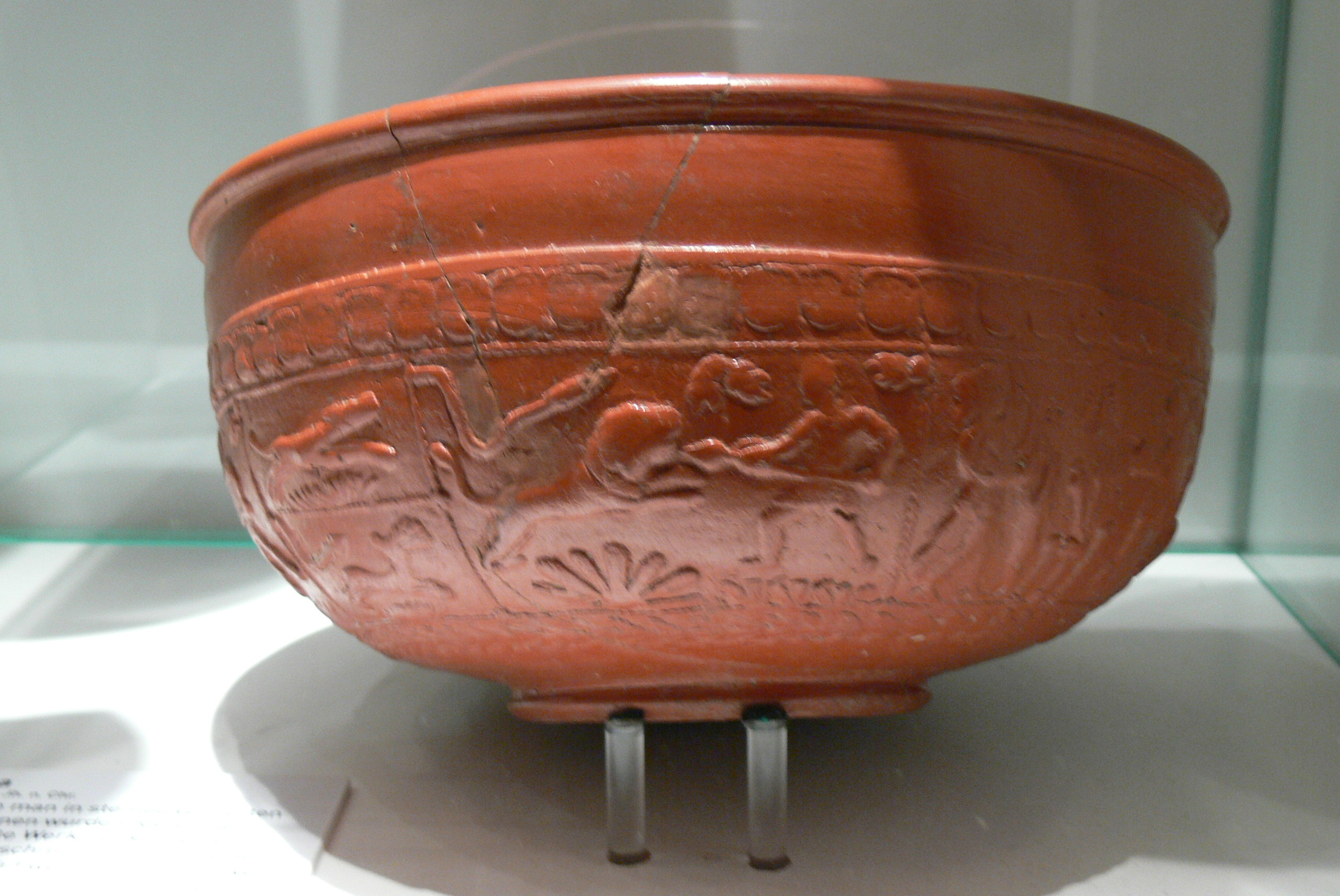
Gladiateur affrontant un lion, céramique sigillée produite à La Graufesenque, musée romain de Vienne (Autriche), I

## Les Rutènes à travers l'archéologie

### La culture matérielle
Les Rutènes abritèrent un des plus importants centres de production de céramique sigillée, le site de La Graufesenque (Condatomagus).

### L'expression religieuse

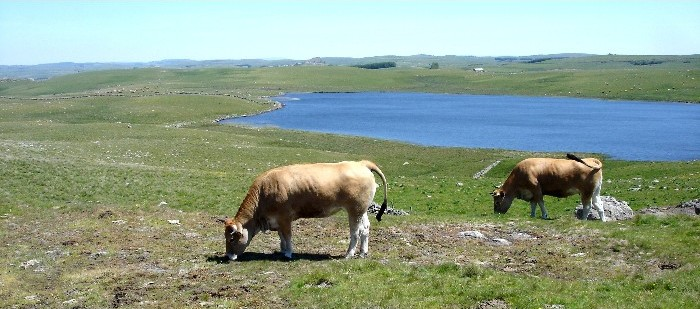
Le lac de Saint-Andéol, 2007.

- Un culte des eaux au lac de Saint-Andéol est cité dans la chronique de Grégoire de Tours et confirmé par l'archéologie, ce qui permet d'y envisager la localisation d'un sanctuaire probablement confédéral[18]. La découverte de statuaires (en pierre et en bois) participant à la sphère religieuse vient conforter cette hypothèse.

### Lesoppida
- Assez récemment, un autre oppidum (du milieu du Ier siècle av. J.-C.) a été découvert dans la forêt des Palanges, près de Laissac, au lieu-dit Montmerlhe. Selon certains archéologues, ce site serait la véritable place-forte des Rutènes.
- À Rodez, aujourd'hui, on trouve peu de traces de la Segodunum gauloise, les restes éventuels ayant été recouverts et détruits au fil des siècles.
- Près du village de Goutrens, a été mis au jour (en 1867) un enfouissement (votif ?) contenant près de 20 000 pièces de monnaie (malheureusement, la plupart ont été fondues). Sur certaines, on peut aisément lire « Tatinos », sûrement l'effigie d'un chef rutène. D'autres informations au sujet des Rutènes sont présentées au Musée Fenaille de Rodez.
- Du côté de Millau, sur le plateau du Larzac, on a également découvert des plaques de plomb portant des inscriptions en langue gauloise. Il s'agit peut être d'invocations rituelles de sorcières.
- Des traces d'installations rutènes ont été retrouvées, dans le Tarn, autour de Puylaurens et près de Sorèze.